# Serrat de Cal Bernat
El Serrat de Cal Bernat és una serra situada al municipi de Castellar de la Ribera (Solsonès), amb una elevació màxima de 696,0 metres.